# Colisée de Laval
Le Colisée de Laval est un complexe sportif situé à Laval. Il fut construit par les Frères maristes en 1954 dans le quartier Saint-Vincent-de-Paul près du Collège Laval.
Des salles de réception sont disponibles pour accueillir plus d'une centaine de personnes, avec un service complet de restauration. Chaque année le club de Patinage artistique de Laval et les Lames d'Argent présentent une revue sur glace.

## Histoire
Depuis son ouverture en 1954, le Colisée avait accueilli trois équipes de la Ligue de hockey junior majeur du Québec : le National, les Voisins et le Titan. L'amphithéâtre a déjà accueilli le tournoi de la Coupe Memorial en 1994. À la suite du départ du Titan pour poursuivre ses activités à Bathurst, l'aréna a ensuite hébergé le club senior semi-professionnel, les Chiefs de Laval. En raison des nombreuses bagarres qui se sont déroulées sur la patinoire pendant leurs matchs joués à domicile, le Colisée a été surnommé la « Maison de la Douleur »,.
Le 25 novembre 2013, les Braves de Valleyfield de la Ligue Nord-Américaine de Hockey déménagent au Colisée de Laval et deviennent les Braves de Laval. L'équipe dispute son premier match à domicile le 6 décembre. L'équipe optera pour le nom des Prédateurs la saison suivante, et poursuivra ses activités pendant 3 saisons, avant d'être dissoute à l'issue de la saison 2016-2017.
Le 20 août 2019, la Ligue Nord-Américaine fait officiellement un retour à Laval, alors que les Pétroliers du Nord, qui évoluait à St-Jérôme la saison précédente, ont annoncé une entente avec la ville de Laval pour déménager l'équipe au Colisée. L'équipe conserva le même nom. 

## Événements importants
- 1994 : Tournoi de la Coupe Memorial[2]

|  |